# Monastère Saint-Joseph de Conflans
Le monastère Saint-Joseph de Conflans est un couvent de cisterciennes réformées fondé par les Bernardines de La Roche-sur-Foron en 1637. Il est situé à Conflans dans l'ancien duché de Savoie, correspondant au département français de la Savoie.

## Localisation
Conflans est une ancienne cité médiévale, implantée à l'entrée de la vallée de la Tarentaise, et qui au XVIIIe siècle, n'a guère plus de rôle particulier dans le duché de Savoie, appartenant aux États de Savoie. Au début du XIXe siècle, elle fusionne avec le bourg de L'Hôpital-sous-Conflans pour former la nouvelle commune d'Albertville.

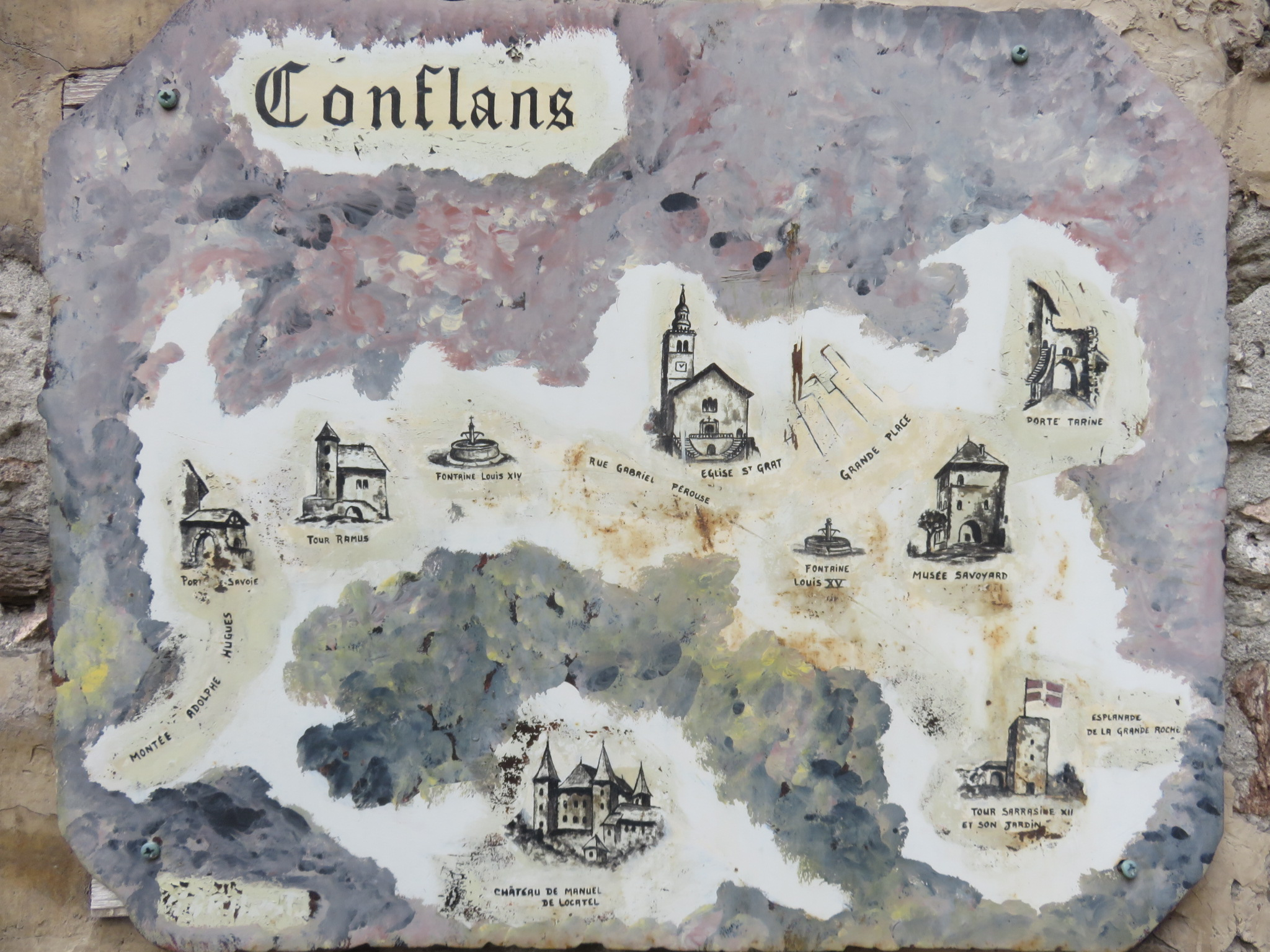
L’espace occupé par le couvent se situait, sur ce plan, entre le Musée savoyard et la Tour sarrasine.

Joseph Garin (1828-1886), prêtre et historien de la Savoie, publie une étude Un couvent de femmes sous l'Ancien Régime. Les Bernardines de Conflans, en 1932, dans laquelle il débute par la Maison Rouge de Conflans, « cette maison curieuse s'avançant sur la grande place du bourg » de la commune d'Albertville, qui accueillait, avant 1793, un « couvent de Religieuses Bernardines réformées ». À vrai dire, cette maison ne fut couvent que partiellement et depuis 1714 seulement
Les Bernardines s'installent en 1637 dans une « maison de l’actuelle rue du Sénat », il s'agit d'« une des maisons, situées à gauche de la rue conduisant de la  Grande-Place à la tour sarrazine », avant d'« emménager dans l’ancienne maison forte (l'actuel Centre International de Séjour) en 1652 pour finalement acquérir la Maison Rouge » (1714), dont l'entrée se faisait par la Grande-Place. Le reste de la clôture, notamment le courtil, s'étendait sur la partie sud de l'ancien château, appelée l'esplanade de la Grande Roche et occupée depuis par un jardin public.

## Histoire

### La fondation
L'installation des religieuses de l'ordre de la congrégation de Saint Bernard dit aussi ordre de Cîteaux, appelées Bernardines, fondé en 1628, remonte à « l'été 1637 à Conflans ». Conflans relève de l'archidiocèse de Tarentaise dirigé par Benoît-Théophile de Chevron Villettequi fait appel aux Bernardines de La Roche-sur-Foron pour venir s'implanter dans la cité médiévale. Garin précise cependant que « trois hommes de bien s'adressèrent à Son Altesse Royale le duc Victor-Amédée (1630-1637) afin d'en obtenir les lettres patentes nécessaires à la fondation du couvent », il s'agit de trois notables savoyards, Antoine Mestrallet de Saint-Jean-de-Maurienne et Maurice et Claude Chamousset originaires de Conflans . Cette demande daterait de l'année 1636 voire du début l'année suivante. La demande reçoit un avis favorable du duc de Savoie le 21 juin 1637.
Les religieuses, dont le nombre n'est pas connu, s'installent durant l'été 1637,. Il s'agit d'« une maison dont le jardin contigu, “était assis devant la grande porte de la maison forte de la Val d'Isère, derrière le four du sieur Vallier”. » L'espace à disposition des moniales est plutôt étroit. La première supérieure connue est Louise de Montfalcon  qui devient ensuite supérieure de La Roche (1653-1659), tandis qu'une religieuse de ce même monastère, Marie Péronne de Rochette, la remplace à Conflans (1652-1655). Cette proximité avec La Roche se constate tout au long de l'existence du couvent.
Exemptes de la juridiction de Cîteaux depuis 1628, les Bernardines de Conflans ne relèvent que de l'archevêque de Tarentaise . Leurs constitutions rédigées en 1625 à l'abbaye des Ayes par Louise de Ballon et Louise de Ponçonnas sont imprimées à Paris, en 1631, et approuvées par Rome, en 1634. En publiant cette approbation le 22 mai 1635, l'évêque d'Annecy confère aux religieuses le titre de Sœurs de la Providence . Ces constitutions se rapprochent plus de celles de la Visitation, de Jeanne de Chantal, que de celles de  Cîteaux. Jeanne de Chantal rend d'ailleurs visite au monastère. Lors des conflits avec Louise de Ponçonnas, Conflans demeure fidèle à Louise de Ballon, contrairement à Rumilly qui, bien que première maison de la congrégation, la relève même de son titre de supérieure.

### Une installation controversée
Les auteurs de Conflans : promenade historique (1999) notent que l'implantation des Bernardines ne se fait pas sous les meilleurs auspices : « Dans un espace urbain aussi étroit et convoité que celui de Conflans, l'arrivée des Bernardines Réformées est fort mal perçu […] ». Très réservé à l'égard du pouvoir montant des congrégations religieuses, le Sénat de Savoie, correspondant à « la plus haute cour de justice du duché », refuse d'entériner les lettres patentes et s'oppose à cette installation par divers arrêts pendant vingt-deux ans. Garin souligne que le Sénat, garant du peuple et opposant au clergé, est « un persécuteur tenace et puissant ». Cette opposition repose notamment sur le fait que les congrégations accueillies dans les États obtenaient bien souvent de bonnes terres ou des bâtiments prestigieux dans les cités, « se faisaient souvent exempter de la taille » alors que par ailleurs elles étaient la cause d'une augmentation des charges pour la communauté. Dans la perspective de l'installation des Barnabites à Conflans, le Sénat, qui a donc toute autorité dans le duché, rend un arrêt limitatif en septembre 1637. Trois mois plus tard, à la demande de l'archevêque Chevron Villette, Christine de France, régente du duché, accorde les lettres patentes à la congrégation. Le Sénat, bien que n'avalisant pas les patentes et leur confirmation, autorise par un arrêt d'août 1638 « de vuider la dite ville et ce restablir dans leurs anciens monastères au terme préfixé ».
Les religieuses souhaitent acquérir une maison dans Conflans, qu'elles obtiennent entre avril et mai 1645. . En 1932, Garin décrit ainsi cette maison « Elle existe encore à Conflans, à l'angle de la grande place et de la rue des casernes, et n'est autre que l'ancien château ». L'auteur cite longuement la description donnée du site par Gabriel Pérouse, dans son Une ville morte de Savoie : Conflans (1925). Les bâtiments, plus ou moins ruinés, encadrent une cour sur trois faces avec une porte fortifiée. Malgré la situation incertaine, à laquelle s'ajoute un conflit de voisinage, elles entreprennent des aménagements importants nécessaires à la vie monastique. À la fin de l'année 1651 le clocher est achevé. Le 17 janvier 1655, le duc déclare « prendre les dites religieuses, leur monastère, maisons, biens, granges, grangers, serviteurs, bétail et tout ce qui leur appartient, sous sa protection et sauvegarde ». Le 19 mars 1659, alors que la communauté est dirigé par Marie-Théophile Excoffier, le Sénat de Savoie entérine enfin les lettres patentes autorisant l'établissement des Bernardines à Conflans.
En 1714, elles font l'acquisition de la Maison Rouge pour 7 500 florins, qui se trouve aux mains de la famille du Verger de Blay. En 1759, elles deviennent propriétaire du belvédère de la tour Sarrasine ainsi que des ruines du château fort.

### Fonctionnement
Dans la lettre patente du 14 juillet 1642, Mme Royale rappelait que les sœurs de Conflans « presgnent la peine d'instruire et d’élever à la vertu toutes sortes de filles, les enseignant de travailler et vivre à la crainte de Dieu ».  Jusqu'à la fin du XVIIIe siècle les pensionnaires appartiennent majoritairement aux notables issus de la noblesse ou la haute bourgeoise savoyarde. Les religieuses qui n'ont au début pour seules ressources que les sommes payées par les familles de celles-ci pour leur éducation et les dots apportées par les religieuses qui s'y consacrent à Dieu. acquièrent peu à peu une certaine indépendance vis-à-vis de l'évêché .
Puis le Sénat de Savoie craignant l'enrichissement des maisons religieuses limite par arrêt du 27 juillet 1686 à « 5 000 florins la dot des religieuses et des frais d'admission des postulantes dans les couvents ». Malgré cela les Bernardines vont réussir à payer leurs dettes et se constituer un patrimoine, au cours du XVIIIe siècle. À la veille de l'annexion du duché de Savoie en 1792, la communauté est constituée de 20 personnes, « quatorze sœurs de chœur, trois sœurs laies, une tourière et deux servantes »  ; une plaquette touristique en indique 22 avec « quatorze sœurs de chœur, cinq converses, une novice et deux postulantes ». Le livre maître du monastère permet de présenter l'ensemble des biens de cette communauté, une « rente d'environ 3 158 livres 4 sous, provenant de la somme de 77 638 livres 15 sous 6 deniers portée sous différents capitaux, prêtés en rentes constituées à divers particuliers [… d'un] revenu d'environ sept cents livres chaque année provenant des biens-fonds appartenant audit monastère et situés sur les paroisses de Conflans, Gilly, Chevron, Tournon, Pallud, Saint-Sigismond, Saint-Paul, La Bâthie et autres »  (pour le détail voir la section « Filiations et dépendances »).

### Disparition du couvent
En novembre 1792, le duché de Savoie est unis à la France républicaine et une partie du couvent est occupée par un détachement du 5e bataillon des volontaires de l'Isère. La confiscation des biens ecclésiastiques en faveur de la Nation est voté à la Convention nationale le 2 novembre. Quelques jours plus tard, le 13 novembre, il s'applique à Conflans en présence des « citoyens, Thomas Bouchet, Comte, de Faverges, et le notaire Exertier » et des représentants de la nouvelle municipalité de Conflans. Un long inventaire du couvent est réalisé durant sept jours dont le détail est donné par Garin.
En décembre, les Bernardines « louent à la ville, pour le logement des soldats, la partie de leur couvent constituée par la Maison Rouge » jusqu'à ce que l'ensemble du monastère soit confisqué,. Entre les exigences religieuses et les injonctions républicaines, Bernardines doivent quitter le couvent en 2 juillet 1793,, surtout que depuis mai le Conseil général déclare la dissolution et la suppression des maisons, menant à leur évacuation. Si l'archevêque de Tarentaise s'était réfugié à Turin, l'évêque constitutionnel de Chambéry, François-Thérèse Panisset recommande fortement aux religieuses de se faire discrètes dans ce nouveau monde. Privées de revenus, après une pétition, elles reçoivent une petite aide accordée par le Directoire, par l'intermédiaire du district de Moûtiers.
Le Conseil général prend un arrêté, le 27 août, dans lequel « les ci-devant religieuses, quoique rendues aux droits de la nature et de la liberté, n'ont pas abjuré les erreurs funestes de la superstition, c'est-à-dire du catholicisme, qu'elles secouent, en divers lieux et surtout dans les campagnes, les torches du fanatisme, qu'elles séduisent et abusent les esprits simples et crédules et qu'elles sont devenues les agents perfides de l'aristocratie et de la contre révolution », sont arrêtées. Elles sont obligées de reconnaître « l'autorité légitime en la personne du citoyen évêque du Mont-Blanc ». Elles sont autorisées dès lors à s'installer à Chevron, « protégées officieusement par la municipalité et les habitants du pays », nous dit Garin, d'autres se trouvent encore à Conflans.

### Vente des biens du couvent

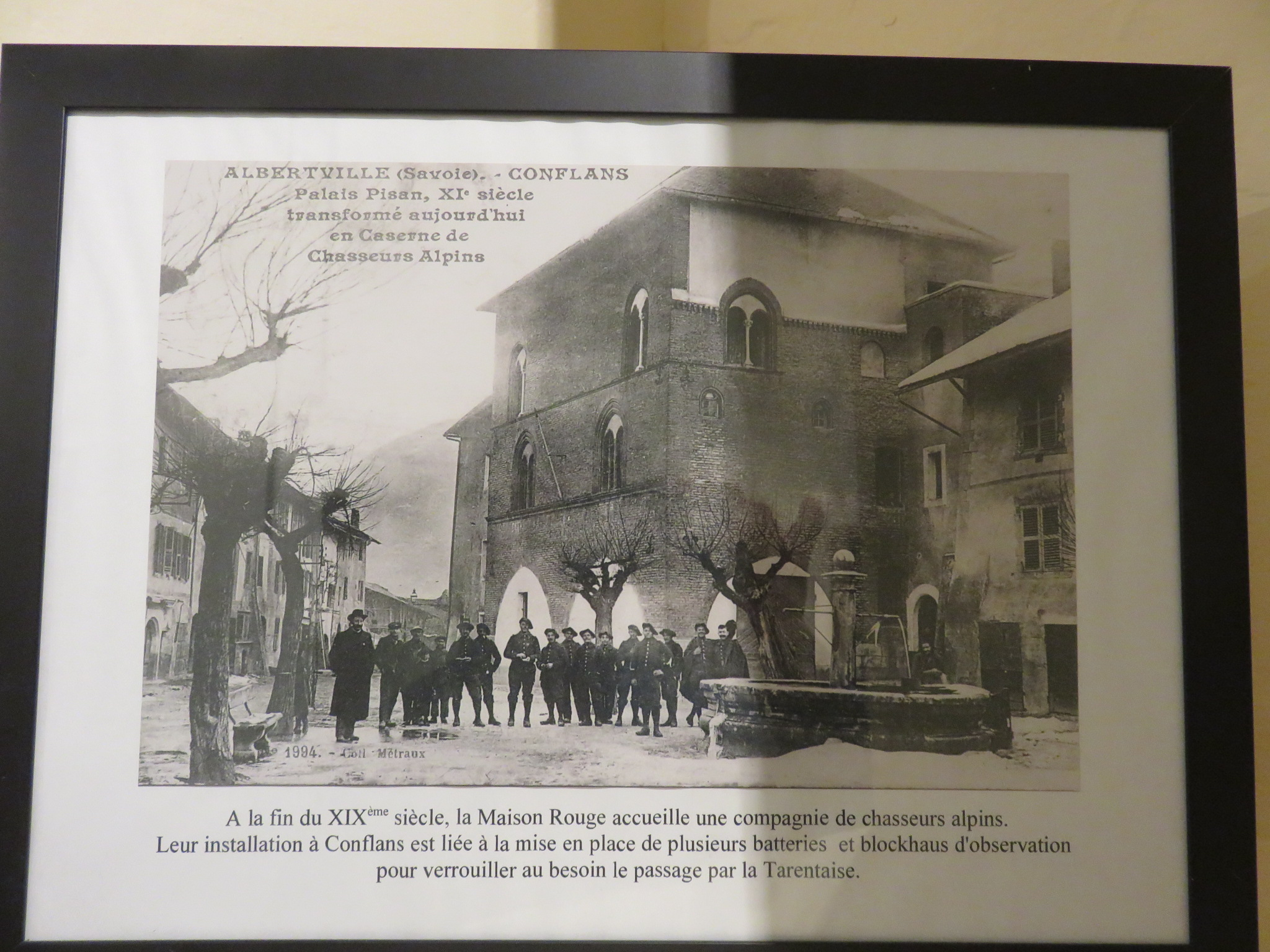
La caserne de chasseurs alpins.

L'ensemble des biens sont vendus. Cette vente s'organise en deux temps, le district organise trois ventes les 23 ventôse an III (13 mars 1795) (une vigne), 13 prairial an III (1er juin 1795) (un pré) et 25 thermidor an III (12 août 1795) (une terre), et le reste des biens est vendu par le Conseil général, plus tard. Joseph Garin, qui est prêtre, concluait « Tous ces acheteurs des biens des Bernardines ne paraissent pas s'être beaucoup enrichis par leurs acquisitions, il semblerait plutôt qu'elles marquèrent le début de la décadence de leur famille ».
Le château de Conflans et la Maison Rouge qui était en leur possession deviennent à partir de 1793, une caserne,. Cet usage le reste jusqu'en 1806, où une partie du monastère accueille les services de la Mairie, ainsi que ceux de « la justice de paix et la salle de police ».Après la période révolutionnaire française, du retour aux États de Savoie jusqu'à la nouvelle union à la France (1860), les bâtiments du couvent connaissent des fortunes diverses dont celle de caserne du 22e bataillon de chasseurs alpins, créé en 1855, et dissout en 1997. Il est devenu un musée et un Centre international de séjour. Ce dernier a été transformé en hôtel 3*, La Citadelle de Conflans, en 2017.
Le 7 octobre 2000, une plaque commémorant leur présence à Conflans a été inaugurée.

## Filiations et dépendances
Saint-Joseph de Conflans est fille de La Roche-sur-Foron et possède de nombreuses dépendances et possessions à Conflans mais aussi dans les environs à L'Hôpital, Gilly, Chevron, Pallud, Thénésol, Marthod, Queige, Mercury, Faverges, Sainte-Hélène-des-Millières, Hauteville en Tarentaise, Tours, La Bâthie, Ugine, Saint-Vital, Notre-Dame-des-Millières et Tournon .

### À Conflans

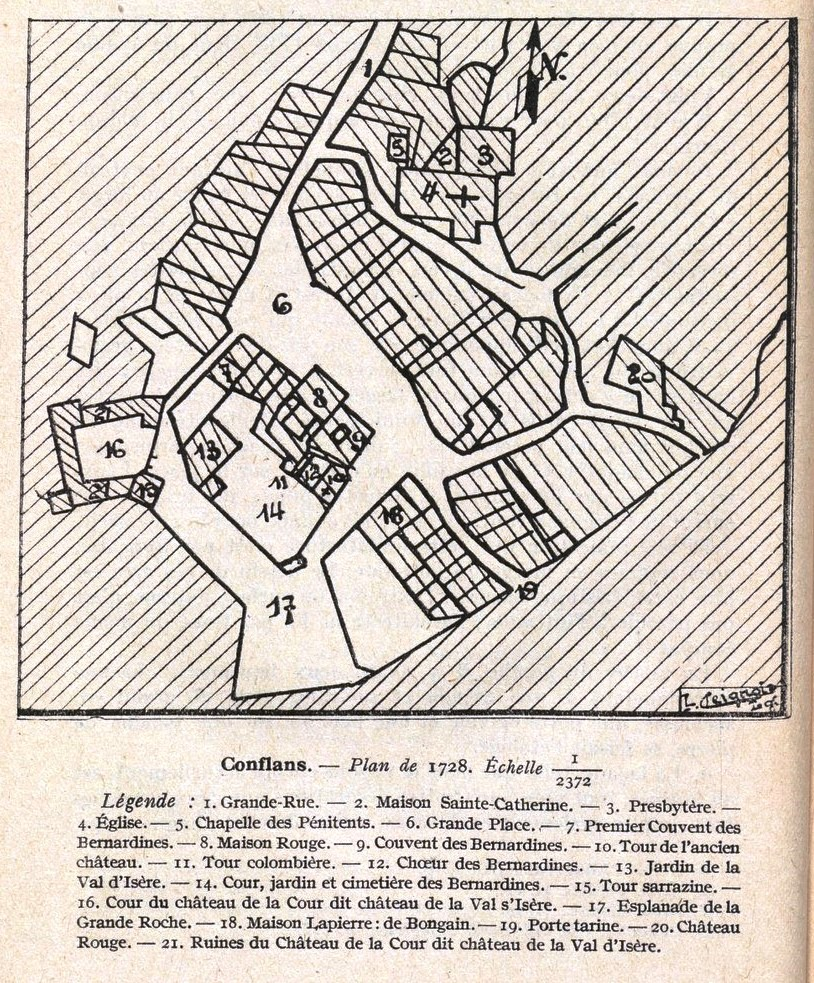
Plan de Conflans en 1728. Dans le quart inférieur droit, le couvent et le château.

Dès 1643, l'archevêque de Chevron fait l'acquisition du château de la Val d'Isère afin d'établir les religieuses dans de meilleures conditions. Situé sur un véritable éperon barré qui se termine sur des escarpements limitant une vaste esplanade protégée par une enceinte crénelée, ce château de Conflans, alors en ruines, constituaient avec ses neuf ou dix tours une des plus formidables forteresses des Alpes. Les Bernardines en démolissent tout ce qui restait pour réaménager l’ensemble, sauf la tour Sarrasine et le portail qui sont préservés. Cet espace constitue aujourd'hui l'esplanade de la Grande Roche.
Au début du XVIIIe siècle, les Bernardines font l'acquisition de la Maison Rouge située sur la grande place. Bâtie au XIVe siècle par un fidèle du comte de Savoie, elle a souffert des troupes allemandes alliées à Victor-Amédée qui y tiennent garnison en 1709. En 1714, les derniers  propriétaires la vendent délabrée aux Bernardines, pour 7 500 florins. Les réparations leur coûtent encore plus cher et ce n'est qu'en 1745 qu'elles achèvent de liquider leurs dettes.

### À Mercury
À Mercury les biens des Bernardines semblent provenir de plusieurs acquisitions. Ils sont surtout situés au lieudit Le Chêne avec une belle ferme qu’un incendie ravage en 1748 et qu'il faut reconstruire en l'améliorant à l'occasion. À cette ferme du Chêne vient s'ajouter en 1671 une parcelle importante provenant des biens acquis des chevaliers de Malte, à savoir une pièce de vigne située au lieu-dit La Rubiana.

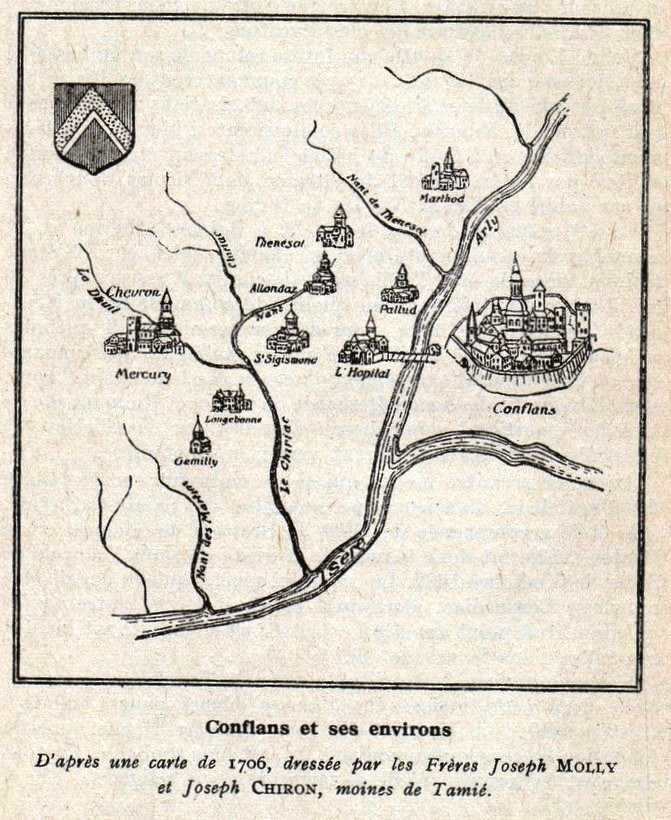
Conflans et ses environs en 1706.

À Gilly, avant l'achat des biens des Hospitaliers, les Bernardines étaient déjà propriétaires de vignes au nant des Martins avec une tour et un pressoir. En 1686, elles augmentent ce bien en achetant une portion du bâtiment voisin puis en 1749 le reste, soit « deux bâtiments avec un cuvier et un pressoir ». Les Bernardines possèdent alors, tout proches l'une de l'autre, deux belles propriétés : celle du nant des Martin d'où elles tirent leur vin et, au-dessus de la rive gauche du même nant, leur ferme du Chêne de Gemilly. Elles les conserveront jusqu'à la Révolution.

### À Queige
À Queige, les Bernardines possèdent les biens acquis des Hospitaliers qui possédaient depuis le XIIIe siècle sur les bords de l'Arly, entre Conflans et Saint-Sigismond, des biens considérables qui donnèrent naissance à la cité d’Albertville. Ils comprenaient au village de Bonnecine une chapelle dédiée à Notre-Dame, une grange, des champs, des prés et des bois. Pour ceux-ci, ils avaient construit au début du XVIIe siècle un pont sur le Doron et établi une digne de protection le long du nant Bruyant. Leur commanderie de Chambéry s’en sépare en 1671 et ils sont rachetés par le procureur des Bernardines. En 1675, celles-ci achètent non loin de là pour 8 200 florins une "montagne à vaches" qu’elles revendent 9 540 florins douze ans plus tard.

## Architecture et description
L’annexion de la Maison Rouge à l'antique château de Conflans permet d’organiser un monastère confortable. Sa façade qui regarde la place se présente sous l'aspect d'une loggia à italienne. On y entre par quatre larges arcades : deux sur la façade principale, une de chaque côté de son avancée sur la place. Ces arcades ne donnent accès qu'à deux boutiques. La poterne du monastère proprement dite, plus petite, se situe à droite de ce portail monumental. Elle donne accès aux communs et à l'escalier desservant les étages.
La façade est en briques sans autres décorations que les corniches qui soulignent chaque étage. Les fenêtres, deux à  chaque étage sont divisées en deux baies au sommet arrondi par une colonnette qui supporte un tympan uni. La façade latérale de gauche avait à ses deux étages de grandes fenêtres semblables aux précédentes. Le premier étage de la Maison Rouge comprenait quatre pièces vastes et hautes avec plafond à poutrelles et cheminée du XVIIe siècle. Le deuxième étage n'était qu'une immense salle éclairée par les quatre fenêtres mentionnées plus haut.
Classée monument historique depuis 1904, la Maison Rouge héberge depuis 1936 le musée d'art et d'histoire (patrimoine rural local, histoire de la Savoie et d'Albertville).

## Listes des supérieures de Saint-Joseph
Hormis la fondatrice, Louise de Montfalcon, peu de religieuses règnent plus d'une année consécutive sur le monastère selon les sources : 
- Louise de Montfalcon première supérieure (1637-1646) puis supérieure de La Roche (1653-1659)
- Marie-Rose de Machet (1646/1650/1668/1670/1674)
- Marie Péronne de Rochette (1652).
- Jeanne-Marie Nancier-Berret (1655-56/1672)
- Marie-Théophile Excoffier (1658/1661/1673-1674/1679/1682/1685/1688/1692-1693)
- Marie-Elisabeth Ruffin de la Biguerne (1661/1667/1676)
- Louise-Cécile de Chamoux (1682/1685)
- Marie-Péronne Viallet (1688/1691/1697/1699)
- Antoine (?) Monard (1697)
- Françoise-Jacqueline Gulot (1700)
- Marie-Alexis Julianay (1701-1703)
- Bernard-Séraphique Varambon (1703/1706/1715)
- Marie-Gertrude Graffion (1696/1708/1715/1722)
- Marie de Jésus Dullin (1725-1727/1736/1739)
- Marie-Jeanne-Antoine Vibert (1727-1734/1739/1748)
- Marie Dubois (1748-1757)
- Anne-Marie Savey (1757-1759)
- Victoire de Morel (1761-1767)
- Hyacinthe de Dalmas (1769-1771)
- Marie-Amédée Viallet (1776-...)
- Marie-Françoise Bonnevie (1791)
- Marie-Emerentienne Dardet (1792-1793) dernièrs supérieure